# Démographie de la Namibie
Pays désertique, la Namibie ne compte que 2,1 millions d'habitants pour 842 000 km2 en 2011. La Namibie est l'un des trois pays à la plus faible densité au monde.
Inégalement réparti sur le territoire, le peuple de Namibie se subdivise en 11 groupes ethniques parlant 12 langues et 25 dialectes principaux.
En atteignant 2 millions d'habitants en 2003, la répartition démographique a été peu modifiée. Les Blancs sont les seuls à avoir vu leur population relative légèrement baisser (140 000 résidents soit 7 %). Le poids des bantouphones est passé de 75 à 84 % de la population totale.
Le taux d'urbanisation est estimé, selon la CIA World Factbook, en 2015 à 46,7 %.
En juillet 2003, la population recensée était de 1 927 447 habitants (dont 38 % âgés de moins de 15 ans et 4 % de plus de 65 ans).
Les noirs représentent 84,5 % de la population contre 7 % de blancs, 6,5 % de métis et 2 % de chinois.

## Répartition géographique
La répartition géographique a longtemps stagné des débuts de la colonisation jusqu'à l'indépendance.
L'essentiel de la population vivait dans la partie nord et septentrionale du pays (Ovamboland, Kavangoland) et dans le Hereroland.
En 1958, la ville la plus peuplée du pays, la capitale Windhoek, comptait 20 000 habitants dont un peu plus de 10 000 blancs (95 % des habitants de la ville elle-même). En 1997, 65 % des habitants de Windhoek vivaient dans le township de Katutura alors que la ville comptait encore plus de 80 % de résidents blancs.
Cette évolution de Windhoek est symptomatique de l'évolution de la répartition géographique des 2/3 du territoire namibien à ceci près que les zones désertiques ou d'élevages ont gardé la même densité.

## Migration et composition culturelle
On distingue : 
- 49 % d'Ovambos,
- 9 % de Kavangos,
- 6,5 % de Métis et Basters
- 7 % de Blancs (60 % Afrikaners, 32 % germanophones, 7 % anglophones, 1 % lusophones)
- 7 % de Hereros,
- 7 % de Damaras,
- 5 % de Namas,
- 4 % de Capriviens,
- 3 % de Bushmen,
- 0,5 % de Tswanas
- 0,4 % de Himbas
- 2 % de Chinois

L'anglais, langue officielle du pays n'est la langue maternelle que de moins d'1 % de la population.
L'afrikaans demeure la lingua franca et langue de communication usuelle.
L'allemand est la langue maternelle de 2,3 % de la population et la langue seconde d'environ 4,5 % de la population.

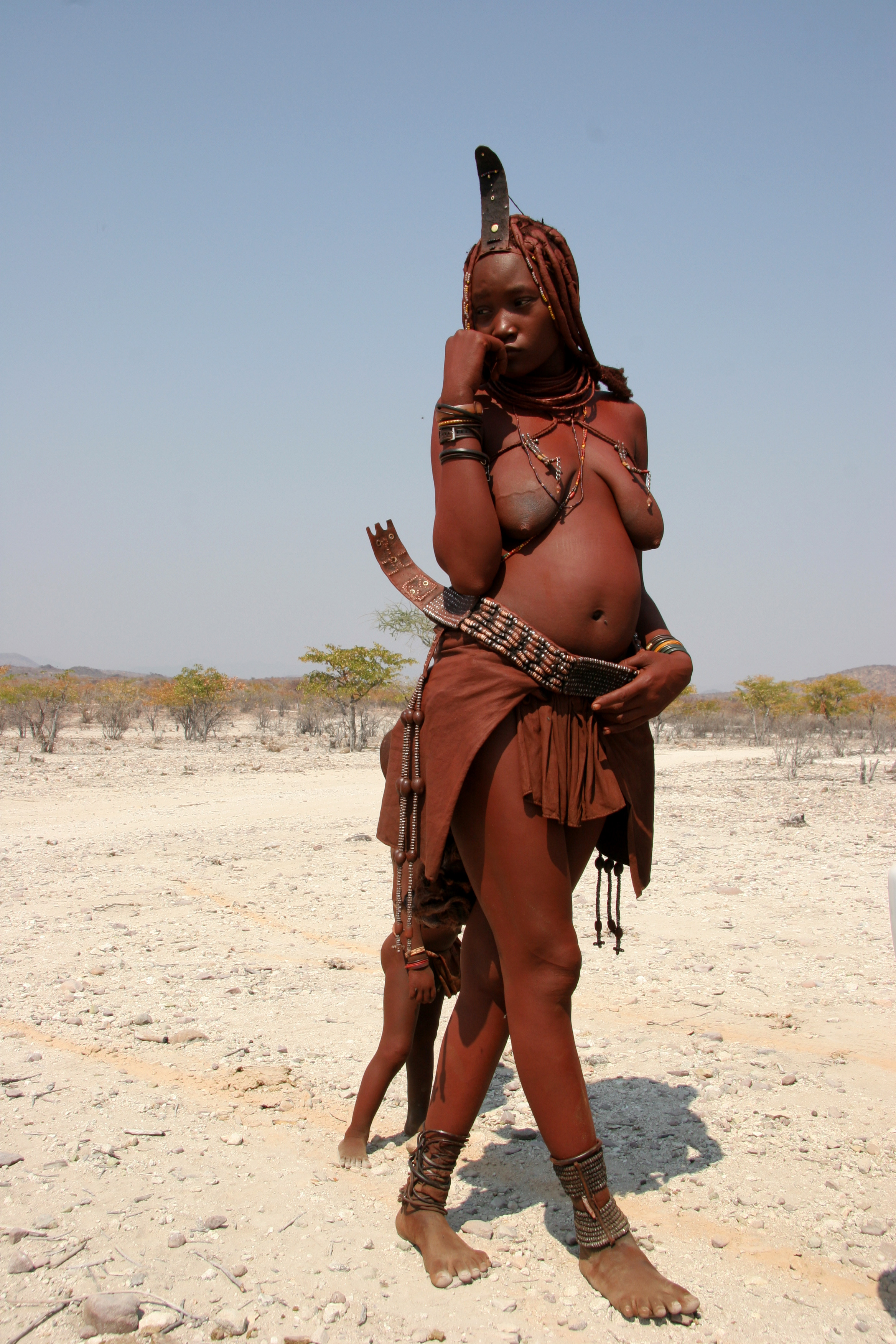
Femme Himba

## Fécondité
En 2013, le taux de fécondité en Namibie s'élève à 3,6 enfants par femme.
|               | 2000 | 2007 | 2013 |
| ------------- | ---- | ---- | ---- |
| Milieu urbain | 3,1  | 2,8  | 2,9  |
| Milieu rural  | 5,1  | 4,3  | 4,7  |
| Total         | 4,2  | 3,6  | 3,6  |

## Démographie au moment de l'indépendance (1990)
- Le plus ancien groupe culturel est celui des Khoïsan (160 000) réparti en trois sous-groupes ethniques : 
  - les San (30 000 soit 2 % de la population totale),
  - les Damaras (77 000),
  - les Namas (49 000 soit 5 % de la population totale).
- Le second groupe est celui des Bantouphones (75 % de la population) divisés en 5 ethnies qui sont elles-mêmes morcelées en tribus. 
  - La plus importante est celle des Ovambos (500 000) qui constituent à eux-seuls la moitié de la population namibienne. Les Ovambos sont répartis eux-mêmes en sept tribus et une importante partie d'entre eux vivent en Angola.
  - Les Kavangos (95 000), divisés en 5 tribus
  - Les Hereros (77 000),
  - Les Capriviens (39 000),
  - Les Tswanas (7 000).
- Les Blancs sont au nombre de 100 000 auxquels s'ajoutent, en 1990, 20 000 soldats sud-africains. Les Blancs se distinguent également
  - Les germanophones (22 % de la population blanche),
  - Les Afrikaners (68 % de la population blanche),
  - Les anglophones (8 % de la population blanche)
  - Les lusophones et latins (2 % de la population blanche)
- Les Métis (60 000) appartiennent à deux catégories distinctes : 
  - Les Oorlam et les Basters de Rehoboth (23 000)
  - Les Métis immigrés d'Afrique du Sud (36 000)

## Espérance de vie
L'espérance de vie décline à partir de 1991, atteint un minimum à 53,5 ans en 2004, puis remonte et est proche de 65 ans en 2017.

## Sources
1. ↑  Indicateurs du World-Factbook publié par la CIA.
2. ↑  Le taux de variation de la population 2018 correspond à la somme du solde naturel 2018 et du solde migratoire 2018 divisée par la population au 1er janvier 2018.
3. ↑  Indicateurs du World-Factbook publié par la CIA.
4. ↑  L'indicateur conjoncturel de fécondité (ICF) pour 2018 est la somme des taux de fécondité par âge observés en 2018. Cet indicateur peut être interprété comme le nombre moyen d'enfants qu'aurait une génération fictive de femmes qui connaîtrait, tout au long de leur vie féconde, les taux de fécondité par âge observés en 2018. Il est exprimé en nombre d’enfants par femme. C’est un indicateur synthétique des taux de fécondité par âge de 2018.
5. ↑  Indicateurs du World-Factbook publié par la CIA.
6. ↑   Le taux de natalité 2018 est le rapport du nombre de naissances vivantes en 2018 à la population totale moyenne de 2018.
7. ↑  Indicateurs du World-Factbook publié par la CIA.
8. ↑   Le taux de mortalité 2018 est le rapport du nombre de décès, au cours de 2018, à la population moyenne de 2018.
9. ↑  Indicateurs du World-Factbook publié par la CIA.
10. ↑  Le taux de mortalité infantile est le rapport entre le nombre d'enfants décédés à moins d'un an et l'ensemble des enfants nés vivants.
11. ↑  L'espérance de vie à la naissance en 2018 est égale à la durée de vie moyenne d'une génération fictive qui connaîtrait tout au long de son existence les conditions de mortalité par âge de 2018. C'est un indicateur synthétique des taux de mortalité par âge de 2018.
12. ↑  L'âge médian est l'âge qui divise la population en deux groupes numériquement égaux, la moitié est plus jeune et l'autre moitié est plus âgée.
13. ↑  (en) The DHS Program (Enquêtes démographiques et de santé)
14. ↑  « Perspective monde », sur Université de Sherbrooke.

- Statistique de la CIA
- Statistique  de l’ONU